# Rodoslovlje
Rodoslovlje ili genealogija (grč. γενεα – genea – rod, pleme, koljeno + λόγος – lógos – riječ, govor) je znanost o postanku, odnosima i korijenima imena i prezimena ljudi, životinja i biljaka. 
Spada u područje pomoćne povijesne znanosti koja proučava i podrijetlo obitelji. To uključuje imena živih i preminulih osobama, rodbinske i bračne odnose. Rabe se pisani i usmeni izvori kako bi se sastavilo obiteljsko stablo. 

## Vanjske poveznice
Mrežna mjesta
- genealogija Hrvatska enciklopedija
- Genealogija, Hrvatski državni arhiv
- Rodoslovlje.hr, mrežno mjesto Hrvatskog rodoslovnog društva Pavao Ritter Vitezović